# Remora albescens
Remora albescens is een straalvinnige vissensoort uit de familie van de remoras of zuigbaarzen (Echeneidae). De wetenschappelijke naam van de soort is, als Remorina albescens, voor het eerst geldig gepubliceerd in 1850 door Temminck & Schlegel.